# فهرست خدایان شفابخش
فهرست خدایان شفابخش (انگلیسی: List of health deities) یک خدا یا الهه در اسطوره یا دین است که با سلامت، شفا و تندرستی مرتبط است. آنها همچنین ممکن است مربوط به زایمان یا الهه مادر باشند. آنها ویژگی مشترک ادیان چندخداپرستی هستند.

## در دین‌های توحیدی

### عیسی
طبق اناجیل، عیسی در طول زندگی زمینی خود معجزات عیسی انجام داد و در جلیل، یهودیه و اورشلیم سفر کرد. معجزاتی که عیسی انجام داد در دو بخش قرآن (سوره ۳:۴۹ و ۵:۱۱۰) به‌طور کلی، با جزییات و توضیحات اندک ذکر شده‌است. یکی از بزرگ‌ترین معجزاتی که عیسی انجام داد، شفا بود (کور، جذامی، فلج، صرع، شفای یک زن خونریزی‌دهنده، و غیره)، اناجیل مقادیر متفاوتی از جزئیات را برای هر قسمت ارائه می‌کند، در مواقع دیگر او از موادی مانند تف و گل و لای استفاده می‌کند. به‌طور کلی، آنها در انجیل‌های هم‌نوا آمده‌است، اما در انجیل یوحنا ذکر نشده‌اند. لوقا نیز، یکی از حواریون، یک پزشک بود (به یونانی به معنای "کسی که شفا می‌دهد").